# Българско училище „Св. св. Кирил и Методий“ (Валета)
Българското училище „Св. св. Кирил и Методий“ е училище на българската общност в град Валета, Малта. Създадено е през 2015 г. През учебната 2020/2021 г. в него се обучават над 130 деца. През 2024 г. директор на училището е г-н Вълчо Вълчев, който е и президент на Българо-Малтийската културна асоциация.

## История
Училището е открито на 30 октомври 2015 г. по инициатива на българската общност в Малта. През 2017 г. децата от III клас в Средно училище „Пейо Яворов“ в Сливен, с класен ръководител Радост Рундева, организират акция за събиране на книги, които изпращат за училището. През 2018 г. младежката организация на партия Движение „България на гражданите“ в Бургас в партньорство с Регионална библиотека „Пейо Яворов“ – Бургас и с медийната подкрепа на сайт chernomorie-bg.com дарява на училището книги, учебни помагала, енциклопедии, речници, събрани в рамките на кампанията „Дар от сърце“.

## Преподаватели
През учебната 2016/2017 г. преподавателският състав се състои от пет души – директорът г-н Вълчо Вълчев и учителите Асенка Богданова, Зорница Кирова, Лидия Кортова и Гергана Костова.

## Ученици
Брой на учениците през учебните години:
- 90 – учебна 2017/2018 г.[5]
- над 130 – учебна 2020/2021 г.[2]